# Горішньоплавнівський історико-краєзнавчий музей
Горішньоплавнівський історико-краєзнавчий музей — музей у місті Горішні Плавні Полтавської області.

## Історія
Відкрився Горішньоплавнівський історико-краєзнавчий музей влітку 2000 року.

## Фонди і експозиції музею
У музеї розміщуються такі реконструйовані та новостворені експозиції:
- «Палеонтологічна колекція»
- «Стародавня історія (археологія)»
- «Край у часи пізнього середньовіччя»
- «Етнографічна експозиція «Українська хата»
- «Історія геологічних досліджень краю»
- «Історія будівництва міста Горішні Плавні та гірничо-збагачувального комбінату»
- «Історія підрозділів ВАТ «ПГЗК»»
- «Історія міста Горішні Плавні (окрема зала)»
- кінолекційна зала, у якій об'єднані виставкова та експозиційна функції (мінералогічна колекція та картинна галерея).

У музеї є скансен «Святині» за матеріалами розкопок археологічних експедицій та пам’ятним знаком одному з перших дослідників археологічної спадщини околиць Комсомольська Юрію Шилову, який знаходиться просто неба біля входу у музей.
У музеї є бібліотека наукової та духовної літератури, аудіотека класичної музики, відеотека науково-популярних та документальних фільмів, які демонструються у сучасному кінозалі. Один раз на 2 роки в музеї проводяться «Шиловські читання», на яких представляються нові наукові матеріали з давньої історії краю. Також проводяться учнівські краєзнавчі читання названі «Кащєєвські» на честь місцевого краєзнавця Ю. Кащєєва.
Крім традиційних оглядових екскурсій, діють екскурсійні програми — по історичним місцям краю, на промисловий майданчик Полтавського гірничо-збагачувального комбінату, тематичні по місту Горішні Плавні.